# Jerzy Zieliński (chemik)
Jerzy Piotr Zieliński (ur. 1941, zm. 20 czerwca 2021) – polski specjalista w zakresie chemii fizycznej, prof. dr hab.

## Życiorys
12 czerwca 1969 obronił pracę doktorską Zastosowanie techniczne modelowania procesów na podstawie analogii wymiany ciepła i masy, 12 października 1998 habilitował się na podstawie pracy zatytułowanej Badania nośnikowych katalizatorów niklowych ukierunkowane na reakcję uwodornienia tlenku węgla. 30 listopada 2001 nadano mu tytuł profesora nauk technicznych. Został zatrudniony na stanowisku adiunkta w Instytucie Chemii Fizycznej Polskiej Akademii Nauk.
Był profesorem zwyczajnym w Instytucie Chemii na Wydziale Budownictwa, Mechaniki i Petrochemii, Filii w Płocku Politechniki Warszawskiej.